# Estación de El Cobujón
El Cobujón es un apeadero ferroviario situado en el municipio español de Calañas, en la provincia de Huelva. En la actualidad carece de servicios de viajeros.

## Situación ferroviaria
Se encuentra ubicada en el punto kilométrico 147,6 de la línea férrea de ancho ibérico que une Zafra con Huelva a 126 metros de altitud, entre las estaciones de Los Milanos y de Belmonte. El tramo es de vía única y está sin electrificar. 

## Historia
La estación fue abierta al tráfico el 23 de julio de 1886, con la apertura del tramo Huelva-Valdelamusa de la línea férrea que pretendía unir Zafra con Huelva. Las obras corrieron a cargo de la Zafra-Huelva Company. Esta modesta compañía de capital inglés mantuvo la explotación del recinto hasta la nacionalización del ferrocarril en España y la creación de RENFE en 1941. Desde el 31 de diciembre de 2004 Renfe Operadora explota la línea mientras que Adif es la titular de las instalaciones ferroviarias. 